# 063号線 (チェコ)
チェコ国鉄063号線、別名バコフ・ナド・イゼロウ～コピドルノ線（チェコ語: Železniční trať Bakov nad Jizerou – Kopidlno）は、チェコ国鉄の鉄道線の名称である。
1883年、チェコ商業鉄道の路線として開業した。現在旅客列車は運行していない。2021年の夏まで、バコフ～ドルニー・ボウソフ間に限り旅客列車が運行されていた。なお、2025年4月5日より、ドルニー・ボウソフ - コピドルノ間で、自動運転車にて運行を再開する予定である。

## 運行形態

### 普通
- コピドルノ - ドルニー・ボウソフ　【夏季と春季の土曜・休日運行】　※鉄道交通自動化社による運行
夏季および春季の土曜・休日に限り、一日3往復の運行。
2025年4月に運行開始予定。

### 過去の運行種別
- 特急「リフリーク(R)」
  - ポドトロセツキー・リフリーク号：　イチーン - ドルニー・ボウソフ - バコフ - プラハ　【夏季の土曜・休日運行】
2018-20年に、一日1往復運行していた。ボウソフ以東は064号線に、バコフ以西は070号線に直通していた。途中ボウソフ、クニェジモスト、バコフ町に停車し、バコフ駅は通過していた。
- 普通
  - ソボトカ - ドルニー・ボウソフ - バコフ ( ← ボレスラフ )　【夏季の土曜・休日運行】
2020年以前は、平日のみ一日3往復の運行で、ドルニー・ボウソフ以西のみの運行であった。うち2往復が、070号線のムラダー・ボレスラフまで乗り入れていた。
2021年度は、夏季の土曜・休日のみ一日3.5往復の運行に変更された。ドルニー・ボウソフ以東は064号線のソボトカ方面に直通していた。ソボトカ行1本のみ、070号線から直通し、ボレスラフ始発となっていた。
2021年末に休止[2]。

## 駅一覧
以下では、チェコ国鉄063号線の駅と営業キロ、停車列車、接続路線などを一覧表で示す。なお、全て各駅停車である。
| 路線名 | 駅名                       | 駅間営業キロ | 累計営業キロ        | 累計営業キロ       | 接続路線                                    | 所在地                     | 所在地                 |
| ------ | -------------------------- | ------------ | ------------------- | ------------------ | ------------------------------------------- | -------------------------- | ---------------------- |
| 062    | コピドルノ駅               | -            | カメンスコから -1.5 |                    | 061号線（イチーン方面、ニンブルク方面）     | フラデツ・クラーロヴェー州 | イチーン郡             |
| 063    | カメンスコ信号所           |              | (0.0)               |                    |                                             | フラデツ・クラーロヴェー州 | イチーン郡             |
| 063    | レドコフ駅                 | 3.1          | 1.6                 |                    |                                             | フラデツ・クラーロヴェー州 | イチーン郡             |
| 063    | リバーニ駅                 | 2.4          | 4.0                 |                    |                                             | フラデツ・クラーロヴェー州 | イチーン郡             |
| 063    | ヂェテニツェ駅             | 3.7          | 7.7                 |                    |                                             | フラデツ・クラーロヴェー州 | イチーン郡             |
| 063    | オセニツェ駅               | 1.4          | 9.1                 |                    |                                             | フラデツ・クラーロヴェー州 | イチーン郡             |
| 063    | ロキトニャニ駅             | 2.2          | 11.3                |                    |                                             | フラデツ・クラーロヴェー州 | イチーン郡             |
| 063    | ラバコフ駅                 | 2.8          | 14.1                |                    |                                             | 中央ボヘミア州             | ムラダー・ボレスラフ郡 |
| 063    | ドモウスニツェ駅           | 2.3          | 16.4                |                    |                                             | 中央ボヘミア州             | ムラダー・ボレスラフ郡 |
| 063    | ルジトニツェ駅             | 1.2          | 17.6                |                    |                                             | 中央ボヘミア州             | ムラダー・ボレスラフ郡 |
| 063    | ドルニー・ボウソフ駅       | 4.1          | 22.5                | 下ボウソフから 0.0 | 064号線（ムラヂェヨフ方面、ボレスラフ方面） | 中央ボヘミア州             | ムラダー・ボレスラフ郡 |
| 063    | オブルブツェ駅             | 4.6          | 27.1                | 4.6                |                                             | 中央ボヘミア州             | ムラダー・ボレスラフ郡 |
| 063    | リートコヴィツェ駅         | 2.7          | 29.8                | 7.3                |                                             | 中央ボヘミア州             | ムラダー・ボレスラフ郡 |
| 063    | クニェジモスト駅           | 2.5          | 32.3                | 9.8                |                                             | 中央ボヘミア州             | ムラダー・ボレスラフ郡 |
| 063    | ブダ駅                     | 2.3          | 34.6                | 12.1               |                                             | 中央ボヘミア州             | ムラダー・ボレスラフ郡 |
| 063    | バコフ・ナド・イゼロウ町駅 | 3.8          | 38.4                | 15.9               | 070号線（トゥルノフ方面）                   | 中央ボヘミア州             | ムラダー・ボレスラフ郡 |
| 070    | バコフ・ナド・イゼロウ駅   | 1.4          |                     | 17.3               | 070号線、080号線                            | 中央ボヘミア州             | ムラダー・ボレスラフ郡 |